# Украинцы в Коми
Украинцы в Республике Коми (укр. Українці в Республіці Комі) — одна из этнических общин на территории Республики Коми, которая сформировалась исторически и внесла значительный вклад в освоение и развитие региона.
Большинство представителей современной украинской общины составляют потомки политических репрессированных и спецпереселенцев, оказавшихся на территории в 30-50-х годах XX века, а также специалисты во время промышленного развития региона.
По данным переписи населения 2010 года численность украинцев составляет 36 082 человек (4,2 %) — это третья крупнейшая этническая группа Республики Коми. Пик украинского присутствия пришелся на 1989 год, когда в республике проживало более 100 тыс. украинцев.

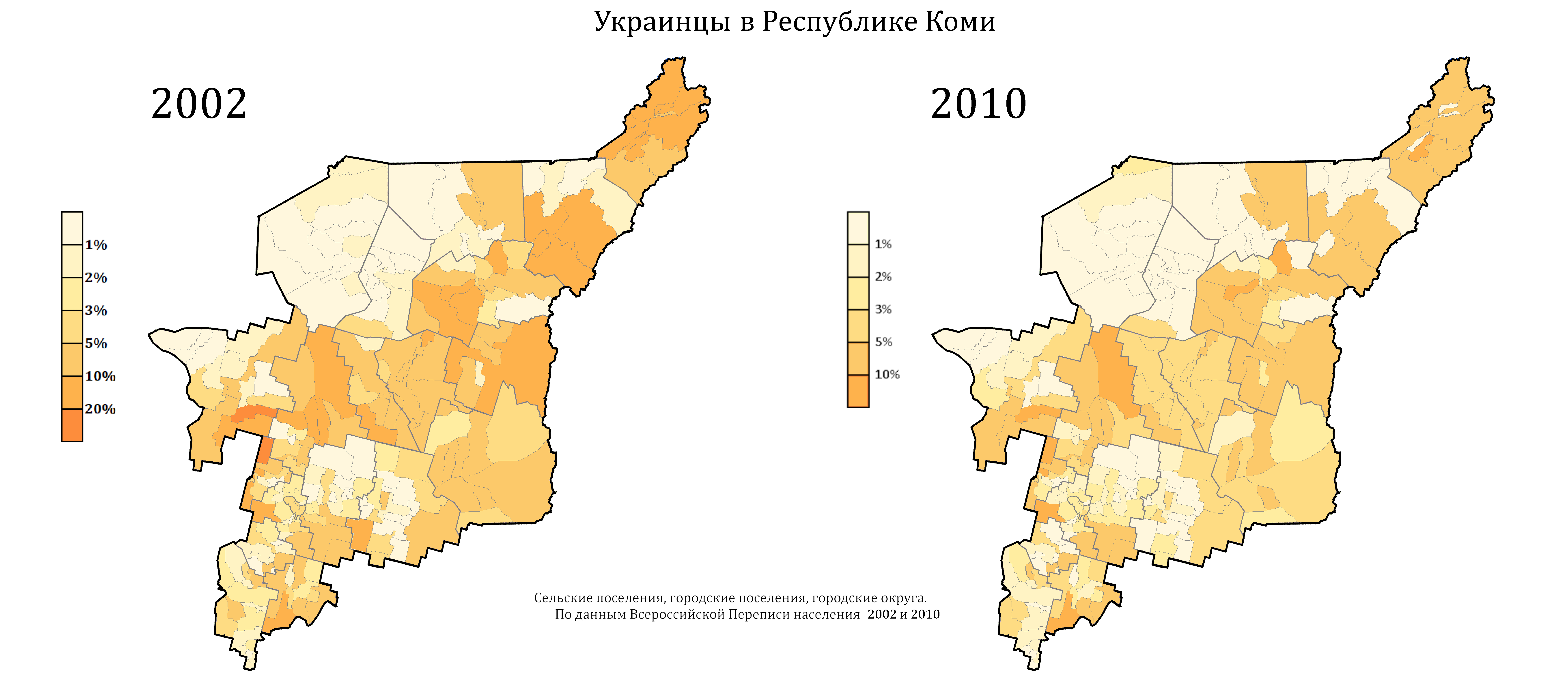
Расселение украинцев в Республике Коми по городским и сельским поселениям

## История
Граждане, высланные в принудительно порядке в период репрессивной политики государства с мест постоянного проживания в отдаленные районы страны (СССР) в 1930—1950-е гг., именовались спецпереселенцами.
В Северный край спецпереселенцы начали заселяться с 1930 г. в ходе массовой коллективизации и раскулачивания в центральных и южных районах Советского Союза. По данным исследований в Северный край из Украинской ССР в 1930-31гг. было отправлено 19658 семей или около 100 000 чел.
Выделяется несколько этапов формирования украинской общины в Республике Коми:

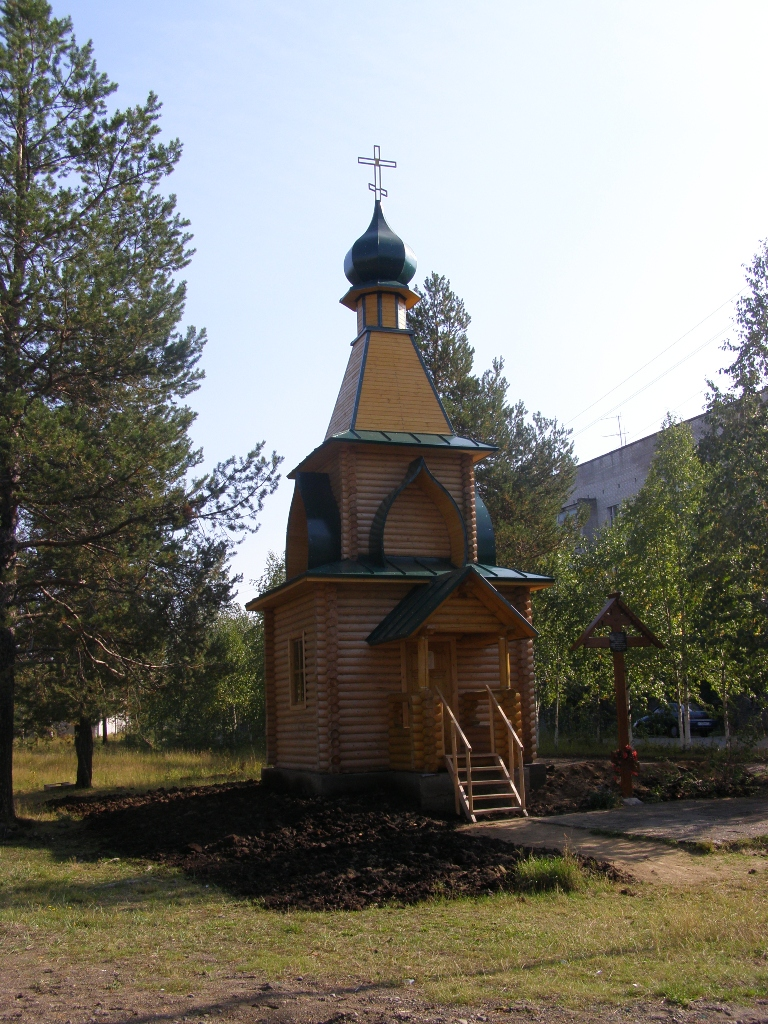
Часовня на месте ГУЛАГовских захоронений в Печоре (Республика Коми)

- Первая волна. 15 июля 1930 года в 16 км от села Грива Сысольського района Коми АССР появилось поселение Воквад. На 08.06.1933 г. в 30 бараках поселения проживало 396 семей: всего 1712 чел., из них 799 мужчин, 913 женщин и 655 детей.  Руководил поселением комендант. Поселенцы работали на лесозатовке. Здесь были русские, украинцы, немцы, башкиры, татары и другие. В 1930 г. в Коми АССР прибыло 354 первых украинцев-«спецпереселенцев». В период 1930—1936 гг. их количество ежегодно возрастало.
- Вторая волна. Следующая волна заселения украинцами Коми связана с депортациями «социально чуждых элементов» из Западной Украины в 1940-41 гг.
- Третья волна. В конце Великой Отечественной войны и в период до 1953 г. в Коми АССР появилась новая крупная группа репрессированных украинцев — это жители южных и западных областей Украинской ССР. Репрессированные прибывали из Житомирской, Одесской, Ивано-Франковской, Ровенской, Тернопольской, Киевской областей. На 01.01.1947 г. в Коми АССР насчитывалось 5531 чел. В 1949 г. украинцы составляли 9,5 % от общего числа переселенцев, больше было только немцев и русских. К концу 1954 г. только по Интинскому лагерю украинцы составляли 24 % всех заключенных.
- Четвертая волна. В 1956—1958 гг. украинцы ехали на Север по так называемому оргнабору для работы на шахтах Воркуты и Инты. Доля украинцев в северной промышленной части Коми составляла 41,3 %.
- Пятая волна. В последующие годы украинцы, в том числе и с семьями, ехали на Север по причине работы. Специалисты — выпускники вузов и техникумов направлялись на Крайний Север по госраспределению.

## Численность
Динамика численности украинцев Республики Коми согласно данным переписей населения:
|          | 1926 чел. | %        | 1939 чел. | %        | 1959 чел. | %        | 1989 чел. | %        | 2002 чел. | %        | 2010 чел. | %        |
| -------- | --------- | -------- | --------- | -------- | --------- | -------- | --------- | -------- | --------- | -------- | --------- | -------- |
| всего    | 207314    | 100,00 % | 318996    | 100,00 % | 806199    | 100,00 % | 1250847   | 100,00 % | 1018674   | 100,00 % | 901189    | 100,00 % |
| украинцы | 34        | 0,02 %   | 6010      | 1,88 %   | 80132     | 9,94 %   | 104170    | 8,33 %   | 62115     | 6,13 %   | 36082     | 4,22 %   |

По итогам Всероссийской переписи 2010 года в Республике Коми 36 082 человек определили себя как украинцы, пик украинского присутствия пришелся на конец 80-х годов XX века, когда численность украинцев составляло более 100 тыс. — 104 170 человек.

## Украинские организации в Республике Коми
Общественные интересы украинской общины представляет общественная организация национально-культурная автономия (НКА) «Украина».
25.10.1991 г. на собрании украинцев г. Сыктывкар была основана организация Общество национальной культуры «Украина» в Коми ССР. В 1997 г. организация переименована в национально-культурную автономию украинцев (НКА) «Украина» в Республике Коми. Учредителями НКА стали: Иван Олейник, Ольга Шевчук, Нина Питова. Председателями общины были: Мария Ковальчук (1989—1995 гг.), Ольга Шевчук (1995—2005 гг.), Михаил Бедрековский (2005—2006 гг.), Василий Гапонеко (2005—2007 гг.), Константин Заболотный (2007—2008 гг.), Николай Доломина (2008—2011 гг.), Александр Павленко (2011—2016 гг.).
В республике 8 городов и 13 районных муниципальных округов и везде проживают российские украинцы. Во всех городах и 10 районах действуют место общины в соответствии с Уставом НКА «Украина». Основные цели деятельности — сохранение народных традиций, культуры, украинского творчества.
В 2016 году Национально-культурная автономия украинцев в Коми отметила 25-летний юбилей в Доме дружбы народов. Во время праздничного мероприятия была проведена концертная программа с участием творческих коллективов. Хор «Украина», выступивший практически в полном составе, исполнил несколько песен. Поздравили украинцев и представители других автономий Коми. Казаки спели песни на украинском языке, белорусы читали стихотворения и пели, молодежный коллектив немецкой автономии выступил с танцем.
Помимо концертной программы состоялась презентация книги Натальи Дубской «Украинцы в Республике Коми», приуроченная к 25-летию создания общественной организации. В книге рассказывается об украинцах, волею судеб оказавшихся на территории Коми. Среди них были и Герои СССР, Соцтруда, ученые, писатели, политики, а также простые труженики, которые работали на благо республики". Н. Дубская рассказала, что материал для своей книги она собирала, работая в архивах и в Коми региональном фонде по увековечиванию памяти жертв репрессий «Покаяние». В будущем автор планирует издать книги о каждом из отделений национально-культурной автономии украинцев в Коми.